# John Tchicai
John Martin Tchicai (28. april 1936 i Aarhus - 8. oktober 2012 i Perpignan) var en dansk saxofonist, komponist, og orkesterleder. Moderen var dansker, og faderen var congoleser. John Tchicai boede i New York fra 1962 til 1966, hvor han spillede avantgardejazz med musikere som Albert Ayler, Archie Shepp, John Coltrane, Sunny Murray og Don Cherry. Han indspillede pladen Ascension med saxofonisten John Coltrane i 1965 hvilket førte til en international anerkendelse. John Tchicais møde med avantgardejazzen i USA har haft stor påvirkning og betydning for John Tchicais musikopfattelse, og dette har præget hans virke som orkesterleder i Cadentia Nova Danica, som han dannede da han kom hjem fra New York.